# To tylko wiosna
To tylko wiosna – utwór muzyczny z 2025 roku, wykonywany przez polskiego rapera Matę z gościnnym udziałem polskiej piosenkarki Maryli Rodowicz. Autorem jest tekstu jest Mata, zaś producentem – Pedro. Został wydany 16 maja 2025 jako niealbumowy singel. Zebrał pozytywne recenzje krytyków muzycznych i dotarł do 2. miejsca listy OLiS – single w streamie.

## Historia
W 2021 Maryla Rodowicz wyznała w wywiadzie, że jej wymarzonym partnerem do muzycznego duetu jest Mata. W 2024 Mata zdradził w programie telewizyjnym Autentyczni, że prowadził z Rodowicz rozmowy na temat współpracy. 15 maja 2025 zapowiedział w serwisie Instagram premierę nowego utworu. Dzień później singel, wyprodukowany przez Pedro, został wydany w dystrybucji cyfrowej nakładem wytwórni muzycznej Maty, ¸¸♬·¯·♩¸¸♪·¯·♫¸¸♫·¯·♪.

## Opis utworu
Mata porusza w tekście tematykę realiów życia w Polsce, w tym politykę, problemy społeczne i trudności, z jakimi na co dzień mierzą się Polacy. Nawiązuje między innymi do Telewizji Polskiej, krytykując ją za nieumiejętność uczenia się na błędach i nieudaną debatę przed wyborami prezydenckimi w Polsce w 2025. W refrenie Rodowicz śpiewa o wiosennej atmosferze.

## Odbiór

### Krytyczny
Weronika Figiel z portalu Interia zrecenzowała utwór pozytywnie, chwaląc dojrzałość Maty i gotowość Rodowicz do podejmowania się wyzwań. Skomentowała: „Niecodzienne połącznie zaskoczyło wielu fanów Maryli i Maty, bowiem dzieli ich wszystko – wiek, charakter, wizerunek artystyczny i muzyczne środowisko. Okazało się, że to właśnie w różnicach tkwi siła ich duetu”. Redaktor serwisu Open.fm skomplementował Rodowicz za otwartość na młode pokolenie, a Matę za „kolejny krok w stronę dojrzałości artystycznej – udowodnienie, że potrafi odnaleźć się również poza klasyczną formą rapową”, opisując singel jako „prawdziwe spotkanie dwóch światów, które nawzajem się wzbogacają”. Redaktor portalu Codzienna Gazeta Muzyczna ocenił: „To utwór, który łączy pokolenia i porusza ważne tematy społeczne. W czasach podziałów i napięć politycznych wspólny głos dwóch tak różnych artystów jest silnym sygnałem: muzyka może być platformą do dialogu i wyrażania emocji”.

### Komercyjny
W Spotify singel dotarł do 2. miejsca notowania najczęściej odtwarzanych w Polsce utworów w ujęciu codziennym i 5. analogicznego notowania w ujęciu tygodniowym. Teledysk uplasował się na podium karty Na czasie w serwisie YouTube.
Zadebiutował na 2. miejscu notowania OLiS – single w streamie najpopularniejszych utworów w serwisach strumieniowych w Polsce i 3. miejscu listy Poland Songs „Billboardu”.

## Teledysk
W dniu premiery singla, 16 maja 2025, w serwisie YouTube został wydany towarzyszący mu teledysk w reżyserii Mariusza Stykały i Michała Enzyma Niedźwiedzkiego. Przeplatają się w nim sceny Maty rapującego na ulicach Warszawy, Rodowicz śpiewającej na łące w biało-czerwonej sukni i wianku, a także przejażdżki duetu niebieskim Fordem Mustangiem. Początkowo Rodowicz została poproszona o wystąpienie w białej sukni, na co się nie zgodziła. Zamiast tego wykorzystała suknię zaprojektowaną dla niej przez Arkadiusa na rzecz koncertu z okazji wejścia Polski do Unii Europejskiej w 2004.

## Najwyższe pozycje na listach przebojów
| Notowanie                  | Najwyższa pozycja | Źr.    |
| -------------------------- | ----------------- | ------ |
| OLiS – single w streamie   | 2                 | [ 11 ] |
| Poland Songs („Billboard”) | 3                 | [ 12 ] |

## Personel
Opracowano na podstawie danych w serwisie YouTube.
- Mata – rap, tekst
- Maryla Rodowicz – śpiew
- Pedro – produkcja muzyczna
- Jakub Laszuk – gitara
- lhs.pe – realizacja wokali Maty
- Janusz Walczuk – realizacja wokali Maryli Rodowicz
- Mix Masters (Albert Markiewicz i Janusz Walczuk) – miksowanie, mastering

Nagrań dokonano w Panal Studio (Mata) i Saska Studio (Maryla Rodowicz).